# I Remember Yesterday (singolo)
I Remember Yesterday è un brano della cantautrice statunitense Donna Summer, estratto come terzo singolo dall'album omonimo, e pubblicato nel 1977 dall'etichetta Casablanca Records.

## Successo commerciale
Il singolo riscontrò un discreto successo in Europa, in particolar modo nei Paesi Bassi, in Italia, in Austria e nel Regno Unito, dove riuscì ad entrare nelle classifiche ufficiali dei singoli. Fu composto da Pete Bellotte, Giorgio Moroder e Donna Summer.

## Tracce
Vinile 7" - Versione Regno Unito
Lato A
1. I Remember Yesterday

Lato B
1. Spring Affair

Vinile 7" - Versione Paesi Bassi 
Lato A
1. I Remember Yesterday (Part 1) – 4:45

Lato B
1. I Remember Yesterday (Part 2) – 3:02

Vinile 7" - Versione Germania Ovest
Lato A
1. I Remember Yesterday – 4:07

Lato B
1. Back in Love Again – 3:52

Vinile 12" - Versione Messico
Lato A
1. Recuerdo el ayer – 4:45

Lato B
1. Ven conmigo – 4:20

## Classifiche
| Classifica  | Posizione massima |
| ----------- | ----------------- |
| Austria     | 24                |
| Paesi Bassi | 20                |
| Italia      | 10                |
| Regno Unito | 14                |